# Richelieu (film)
Richlieu is een Amerikaanse dramafilm uit 1914 onder regie van Allan Dwan.

## Verhaal
Kardinaal Richelieu zendt Adrien de Mauprat eropuit om het Spaanse leger te bevechten. De zege van De Mauprat is Baradas een doorn in het oog. Hij wil Richelieu vermoorden en de Franse troon opeisen. Daarom hitst hij De Mauprat op tegen de kardinaal. Na een gesprek met Richelieu beseft hij dat Baradas hem heeft bedrogen. Ze bekokstoven samen een plannetje om hem te ontmaskeren.

## Rolverdeling
| Acteur                | Personage           |
| --------------------- | ------------------- |
| Murdock MacQuarrie    | Kardinaal Richelieu |
| William C. Dowlan     | Adrien de Mauprat   |
| Pauline Bush          | Julien de Mortemar  |
| James Robert Chandler | Sieur de Beringhen  |
| Edna Maison           | Marion de Lormer    |
| James Neill           | Koning              |
| Lon Chaney            | Baradas             |
| Richard Rosson        | François            |
| Edythe Chapman        | Koningin            |
| William Lloyd         | Joseph              |
| Frank Rice            | Huget               |
| John Burton           |                     |